# نان سودا

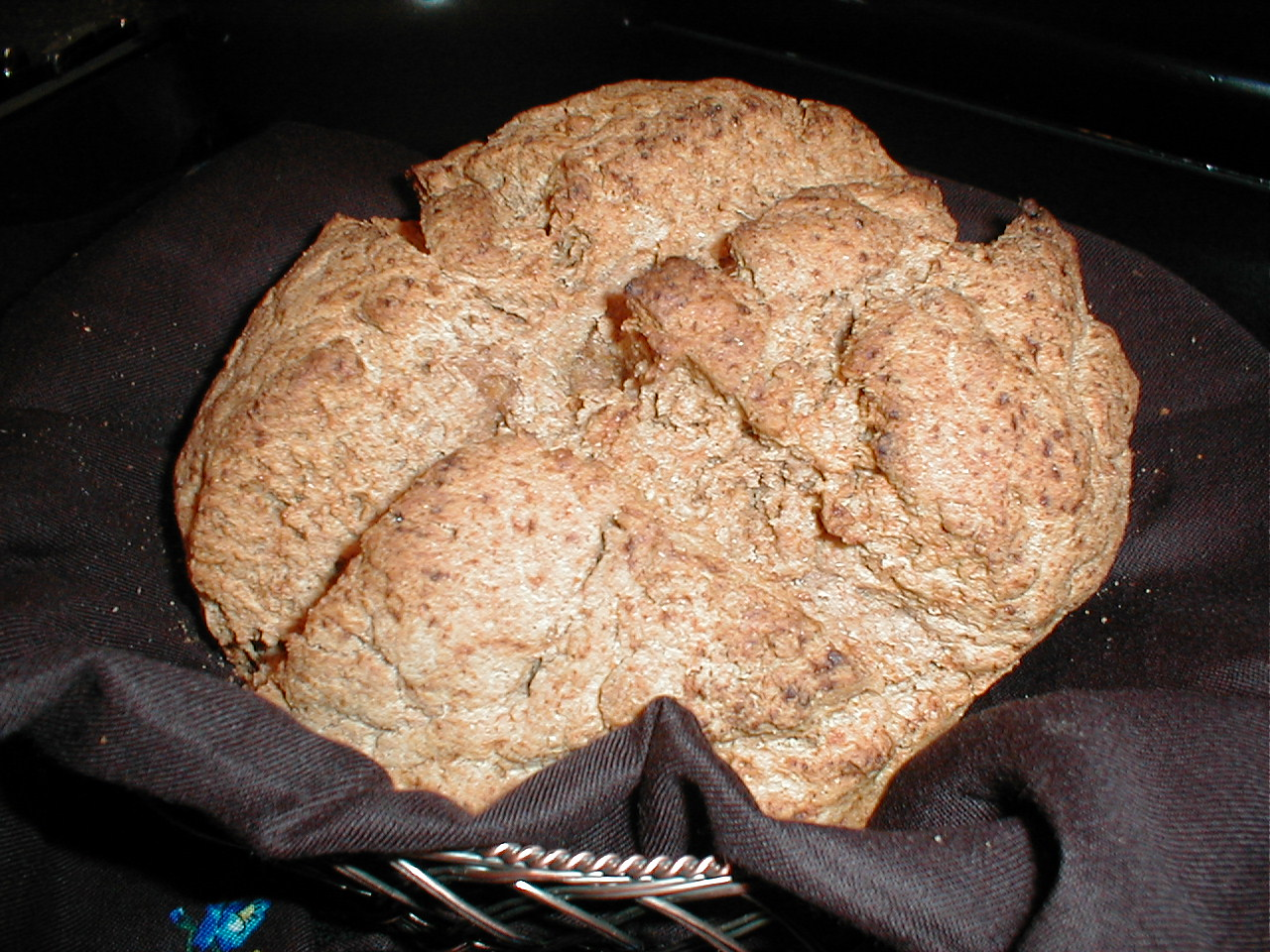
نان سودا با غله کامل (که در بخش‌هایی از ایرلند به نان گندم معروف است)

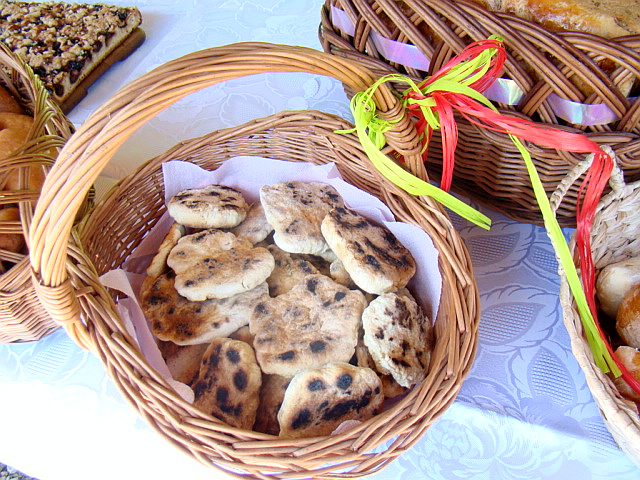
نان سودا مسطح لهستانی

نان سودا نوعی نان سریع است که در آن از سدیم هیدروژن‌کربنات (که به نام «جوش شیرین» یا در ایرلند «جوش نان» شناخته می‌شود) به عنوان عامل ورآورنده به جای مخمر استفاده می‌شود. مواد اولیه نان سودا آرد، جوش شیرین، نمک و آب‌دوغ است. آب‌دوغ حاوی اسید لاکتیک است که با جوش شیرین واکنش نشان می‌دهد و حباب‌های دی‌اکسید کربن را تشکیل می‌دهد. مواد دیگری مانند کره، تخم مرغ، کشمش یا آجیل را می‌توان اضافه کرد. نان‌های سریع را می‌توان به سرعت و با اطمینان، بدون نیاز ورز دادن و سپری کردن مدت زمان طولانی جهت عمل آوری مخمر، تهیه کرد.

## طرز تهیه
نان سودا با آرد سفید، آرد کامل یا مخلوط هر دو درست می‌شود. از آرد با پروتئین بالا استفاده نمی‌شود زیرا بافت آن شکننده و سفت می‌شود. ممکن است غلات دیگر (مانند جو دوسر) اضافه شود. نان سودا معمولاً ورز داده نمی‌شود، زیرا ورز دادن می‌تواند آن را سفت کند.
ممکن است موادی مانند روغن زیتون، تخم مرغ، ملاس، شکر یا عسل اضافه کنند.

### صربستان
در صربستان، نان سودا با قوانین و آیین‌های مختلفی تهیه می‌شود. در حین ورز دادن اغلب یک سکه یا اجسام کوچک‌تر

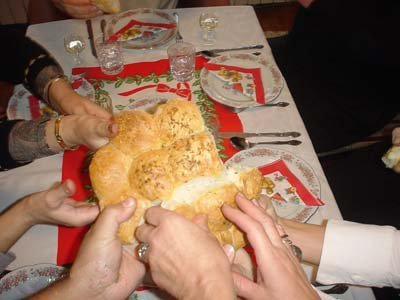
اعضای یک خانواده صرب در یک شام کریسمس نان سودا یا سسنیکا را تقسیم می‌کنند.

دیگری در خمیر می‌گذارند. در ابتدای شام کریسمس، سسنیکا را قبل از این که بین اعضای خانواده تقسیم کنند، سه بار در خلاف جهت عقربه‌های ساعت می‌چرخانند. فردی که سکه را در تکه نان خود پیدا کند، ظاهراً در سال آینده بسیار خوش شانس خواهد بود. قبل از پخت، ممکن است سطح بالایی با نمادهای مختلفی تزیین شود، نمادهایی مانند ستاره‌ها، دایره‌ها، و نقش کلیدها یا شانه‌ها.

## خاستگاه
مبدأ این نان را ایرلند می‌دانند. از لحاظ تاریخی نان سودا بر روی سینی به عنوان نان تخت پخته می‌شد زیرا آردهای خانگی خواص لازم برای پف کردن در ترکیب با مخمر را نداشتند. جوش شیرین جایگزین خوبی برای مخمر بود. اما محبوبیت جوش شیرین زمانی کم شد که آردهای وارداتی با گلوتن بالا در دسترس همگان قرار گرفت.